# Lindenwold
Lindenwold és una població dels Estats Units a l'estat de Nova Jersey. Segons el cens del 2006 tenia 17.160 habitants.

## Demografia
Segons el cens del 2000, Lindenwold tenia 17.414 habitants, 7.465 habitatges, i 4.299 famílies. La densitat de població era de 1.706,5 habitants/km².
Dels 7.465 habitatges en un 29,1% hi vivien nens de menys de 18 anys, en un 35% hi vivien parelles casades, en un 16,6% dones solteres, i en un 42,4% no eren unitats familiars. En el 34,3% dels habitatges hi vivien persones soles el 7% de les quals corresponia a persones de 65 anys o més que vivien soles. El nombre mitjà de persones vivint en cada habitatge era de 2,32 i el nombre mitjà de persones que vivien en cada família era de 3.
Per edats la població es repartia de la següent manera: un 23,6% tenia menys de 18 anys, un 10,4% entre 18 i 24, un 36,2% entre 25 i 44, un 20,9% de 45 a 60 i un 8,8% 65 anys o més.
L'edat mediana era de 33 anys. Per cada 100 dones de 18 o més anys hi havia 87,8 homes.
La renda mediana per habitatge era de 36.080 $ i la renda mediana per família de 40.931 $. Els homes tenien una renda mediana de 34.990 $ mentre que les dones 26.514 $. La renda per capita de la població era de 18.659 $. Aproximadament l'11,3% de les famílies i l'11,8% de la població estaven per davall del llindar de pobresa.

## Poblacions més properes
El següent diagrama mostra les poblacions més properes.